# Lupus Servatus
Lupus Servatus o Lopis de Ferrières (c. 805 - 862) fou un eclesiàstic franc, abat de l'Abadia de Sant Pere i Sant Pau a Ferrières-en-Gâtinais, França.

## Biografia
Nascut cap al 805 a Ferrières, diòcesi de Sens, fou alumne de l'Abadia de Saint-Pierre de Ferrières. Amb vint-i-cinc anys, l'abat Alderic de Le Mans l'envià a estudiar teologia més enllà del Rin, a l'Abadia de Fulda, on a més impartí cursos de lletres que li donaren gran celebritat. Hi conegué Raban Maur i Einhard, savis de gran renom.
La seva bona reputació, que el precedí a la seva tornada a Ferrières, li valgué el favor de l'emperadriu Judit de Baviera, qui el nomenà preceptor del fill de Lluís I el Pietós, futur Carles II el Calb, per a qui representà sempre una certa autoritat. Després de la seva designació com abat de Ferrières, el monestir esdevingué un dels fars de la ciència i de la civilització europea. Desenvolupà la còpia de texts antics dels principals autors llatins i grecs, feu corregir un Plini el Jove mal transcrit i envià a Roma uns texts traduïts de Suetoni i de Quint Curci Ruf. Acumulà una biblioteca important a la seva abadia adquirint nombrosos manuscrits originals i copiant (sovint corregits) manuscrits presos d'altres monestirs de Tours, Fulda i Prüm i d'amics com Einhard, Wenilon de Sens, Reginbert de Riechenau i Marcward de Prüm, i també d'esperits brillants com l'abat Altsigus de York o el Papa Benet III.
Fou fet presoner el 14 de juny de 844 durant el transcurs d'una batalla prop d'Angulema entre Pipí II d'Aquitània i un exèrcit enviat en reforç de Carles el Calb, que assetjava Tolosa. L'abat de Ferrières estigué molt de temps aïllat fins que pogué veure's lliure. El desembre de 844 les seves resolucions contra els nobles que treien els béns de l'església al sínode de bisbes de França a Ver-sur-Launette no foren acceptades pel rei Carles el Calb, qui les trobà massa radicals.
Tingué un paper preponderant com a teòleg agustinià i organitzador de l'Església de França, i assistí el 853 al Concili de Soissons. Gran lletrat i enamorat de l'antiguitat grecollatina clàssica, és sovint considerat un precursor de l'Humanisme del Renaixement o senzillament un prehumanista. Contribuí enormement a la còpia i difusió dels texts antics dels principals autors grecollatins, la qual cosa permeté fer reviure les lletres antigues. Tingué com a alumne Èric d'Auxerre, un dels quatre grans mestres de l'escola monàstica de l'Abadia de Sant Germà d'Auxerre.

## Obres
- Epistulae
- Vita S. Wigberti
- Liber de tribus quaestionibus
- Vita Maximini episcopi Trevirensis
- Hymni